# Nealcidion sexnotatum
Nealcidion sexnotatum es una especie de escarabajo longicornio del género Nealcidion, tribu Acanthocinini, subfamilia Lamiinae. Fue descrita científicamente por Waterhouse en 1901.

## Descripción
Mide 11 milímetros de longitud.

## Distribución
Se distribuye por Guyana.